# Shotaro Ihata
Shotaro Ihata (født 12. februar 1987) er en japansk fodboldspiller.
Han har spillet for flere forskellige klubber i sin karriere, herunder Roasso Kumamoto.